# Axis Group Yacht Design
Axis Group Yacht Design è uno studio di ingegneria navale e design specializzato nel mercato dei motoryacht sopra i 40 metri. 
Axis ha disegnato il primo superyacht ibrido al mondo al di sotto dei 50 metri con la certificazione di più alto livello del Green Plus (grado di prestazione ambientale delle imbarcazioni) di RINA, il Platinum.

## Storia
Fondata negli Stati Uniti nel 1996 dall'ingegnere navale Horacio Bozzo, Axis Group Yacht Design si è in seguito spostata in Italia, a Viareggio, nel 2001. Da allora ha stabilito una stretta collaborazione con i più rinomati cantieri e professionisti del campo tra i quali Perini Navi, Cantieri Benetti, Azimut, Codecasa, Sanlorenzo, Kingship, ISA, Rossinavi ed altri ancora. Il trend di crescita del mercato navale asiatico e la dinamicità di Axis, favoriscono l'apertura nel 2011 di un ufficio commerciale a Shanghai situato nella Jin Mao Tower (il quinto grattacielo più alto del mondo). La passione per lo Yacht Design e l'innovazione, hanno condotto Horacio Bozzo nel 2013 a creare una sua firma nell'industria del Design per Superyacht.

## Le navi progettate

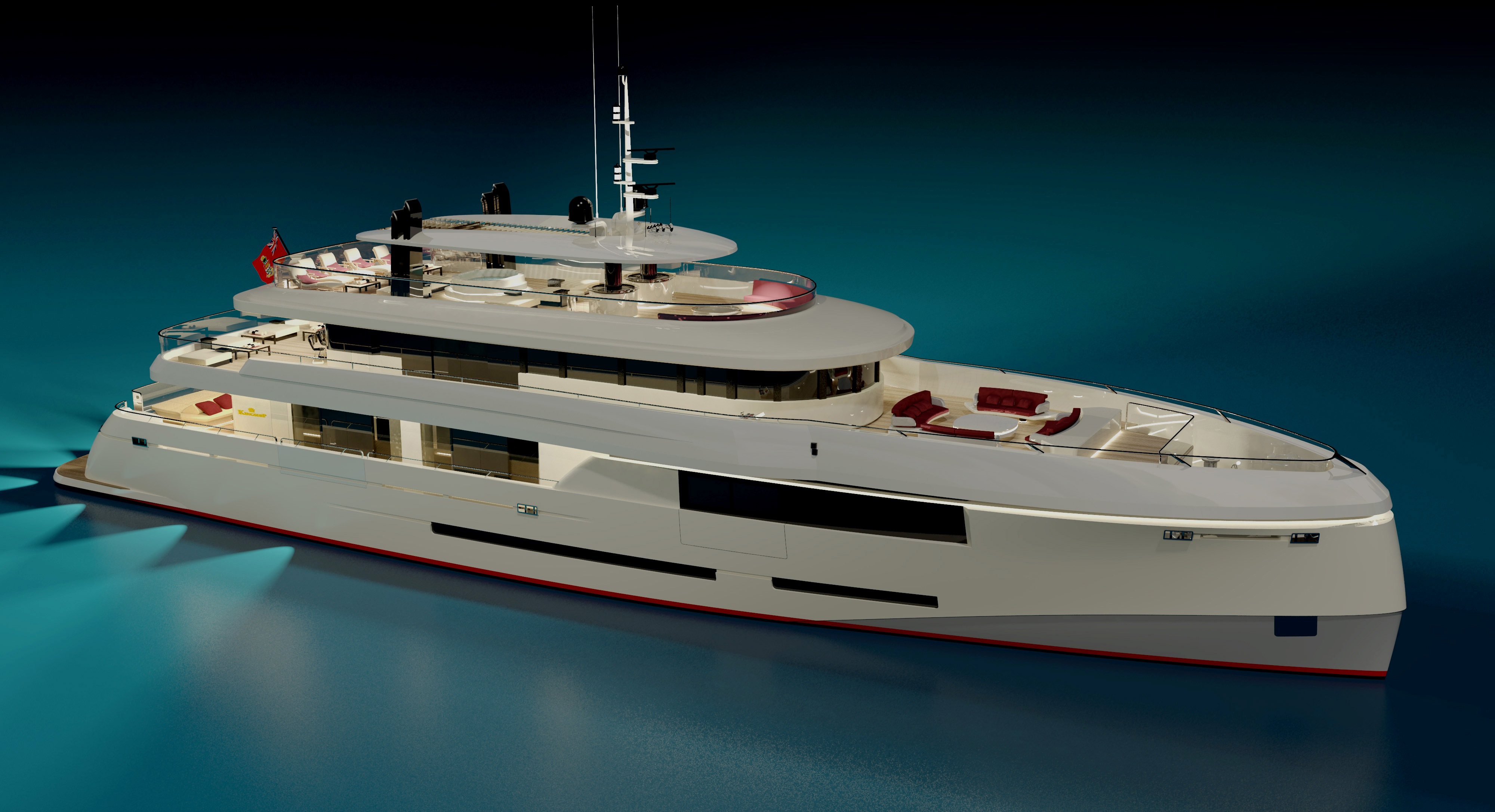
Green Voyager Night View

Tra alcuni dei progetti si annoverano: il 55 metri (180 ft) Motoryacht Ice Class Vitruvius Picchiotti di Perini Navi, il 40 metri (131 ft) 40Alloy Sanlorenzo, il 44 metri (144 ft) Motoryacht ibrido Green Voyager in costruzione presso il cantiere Kingship, il dislocante di Rossinavi 70 metri (230 ft) Motoryacht High Power III (ex Numptia), il 54 metri (177 ft) Motoryacht Forever One varato a Giugno 2014 presso il cantiere ISA Yachts ad Ancona. 
Axis ha studiato un tipo di scafo dislocante che, assieme all'inserimento di soluzioni insolite per il mercato di lusso degli yacht, permette la navigazione anche in aree marine protette. 

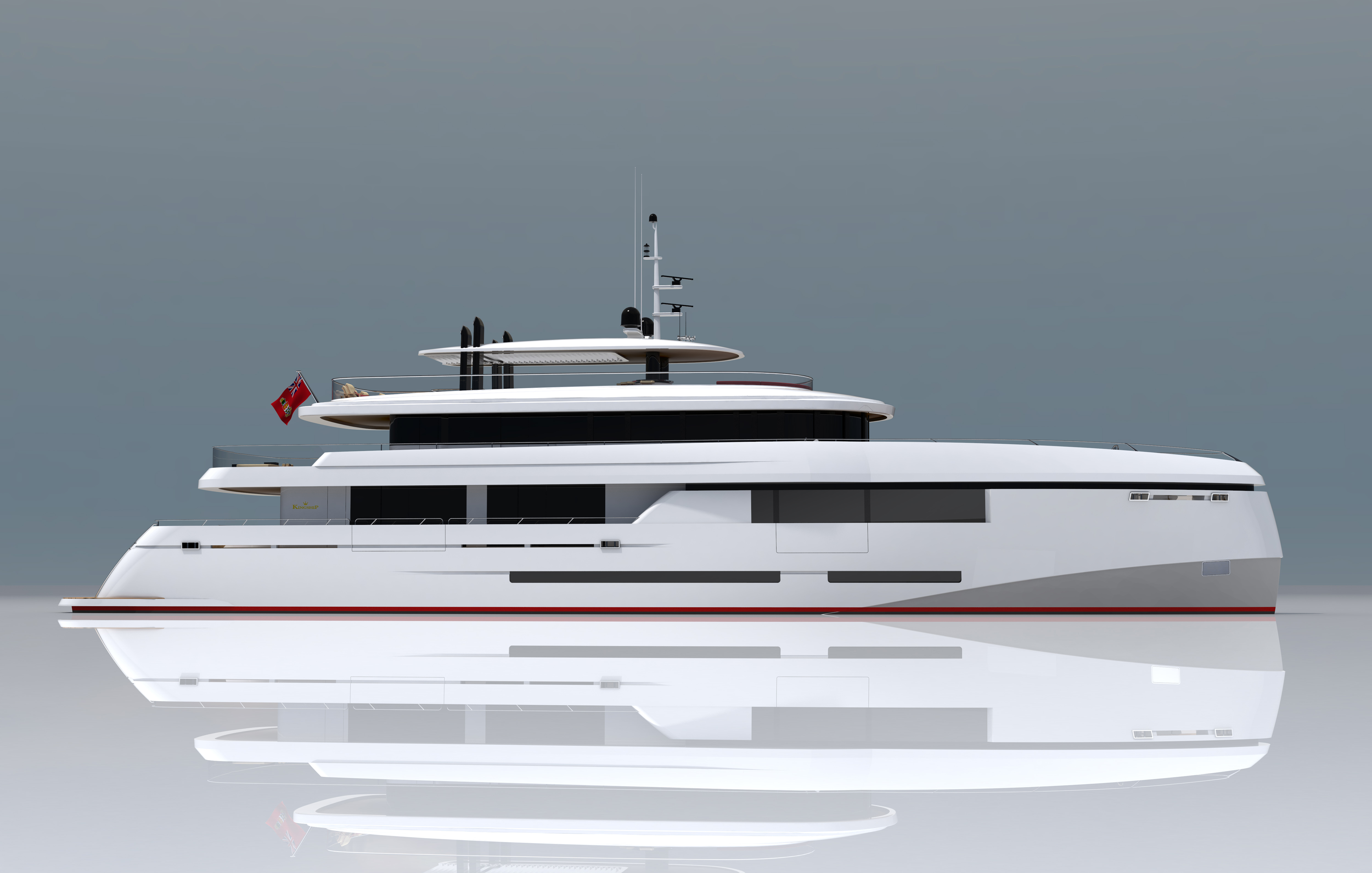
Green Voyager Profile

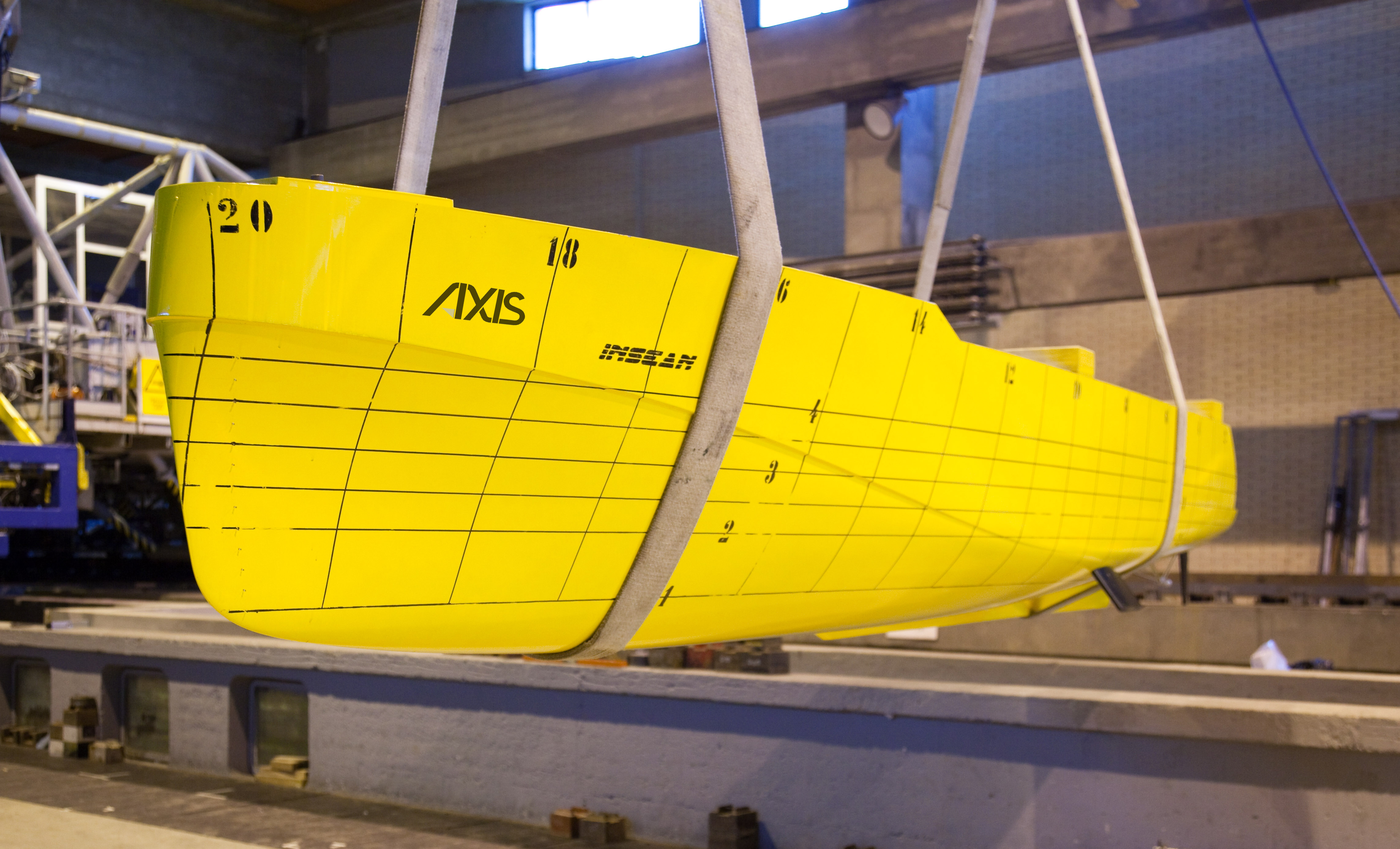
Green Voyager Tank Test

## Premi attribuiti
Nel Maggio 2012 ad Hong Kong, Axis Group Yacht Design è stata insignita del premio Best Yacht Designer In Asia Of The Year 2012 nell'ambito degli Asia Boating Awards; a Giugno 2012, nel Principato di Monaco, in occasione dello ShowBoats Design Awards, ha ricevuto il premio Naval Architecture Award - Motor Yachts per il 70 metri Motoryacht Numptia (rinominato High Power III) varato nell'estate del 2011 da Rossinavi e nell'Aprile 2013 a Shanghai, le è stato attribuito il premio Best Yacht Designer agli Asian Marine & Boating Awards.